# Abzeichen „FDJ Heimatforschung“

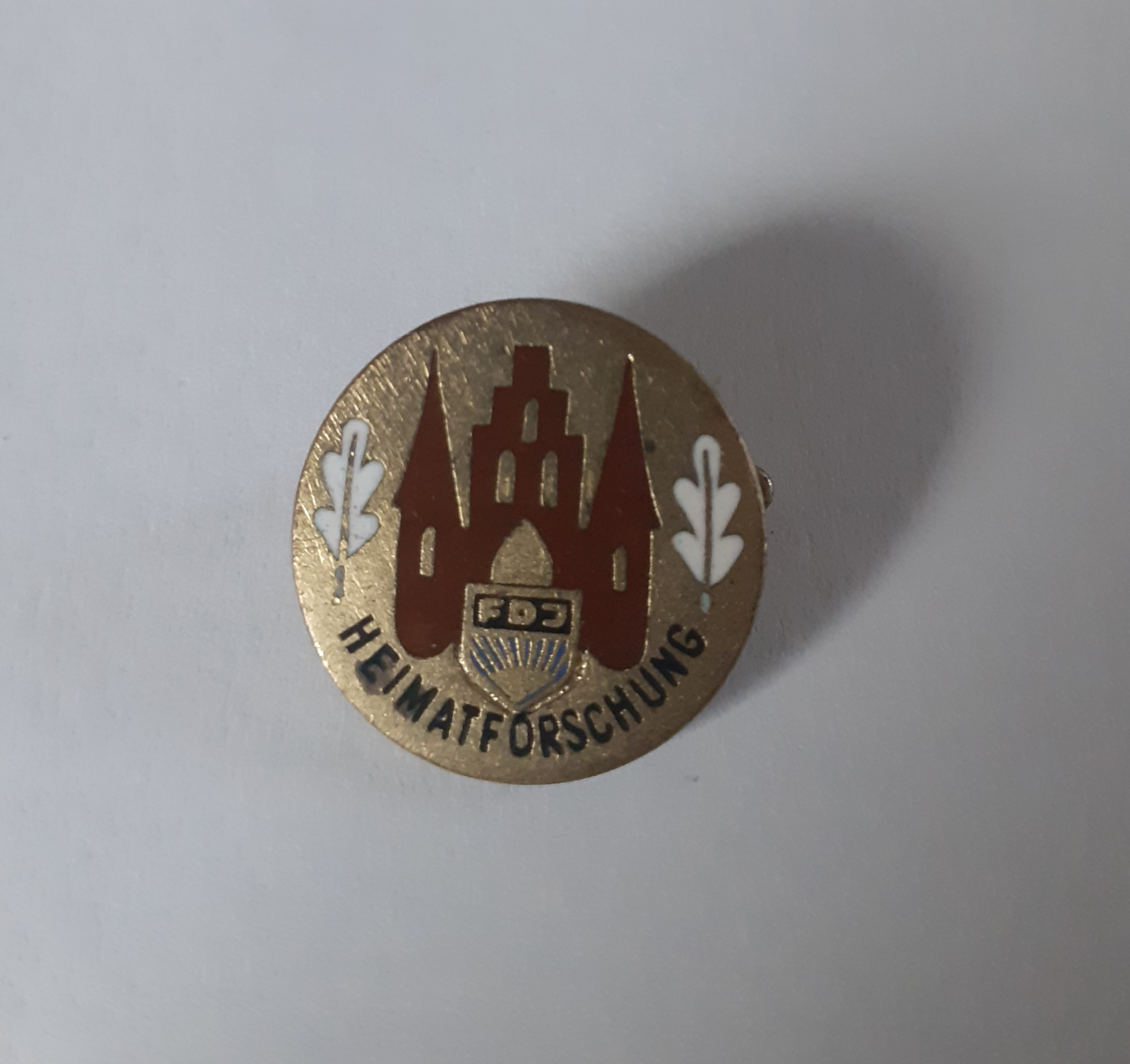
Abzeichen „FDJ Heimatforschung“

Das Abzeichen „FDJ – Heimatforschung“ stand für die Interessengemeinschaften für Heimatforschung in der Freien Deutschen Jugend. Diese waren lokal organisiert.
Das 18 mm große Abzeichen aus Buntmetall zeigt eine in Dunkelrot gehaltene stilisierte Stadtmauer, umgeben von zwei weißen Eichenblättern. Im Tor der Stadtmauer ist das Logo der FDJ platziert und unterhalb mit dem Schriftzug Heimatforschung umschrieben.
Die FDJ verfügte ab den 1950er Jahren über verschiedene thematische Interessengemeinschaften, für die sogenannte Interessengemeinschaftsbriefe publiziert wurden.